# ゼーロウ
ゼーロウ (Seelow) はドイツ、ブランデンブルク州メルキッシュ＝オーダーラント郡の郡庁所在都市である。人口は約5,700人である。

## 地理
ゼーロウはオーダーブルッフ（オーダー川沼沢地）の西端、また連邦道路1号線（旧帝国道路 (Reichsstraße) 1号線：アーヘン－ケーニヒスベルク）沿いに位置する。ベルリンからの距離は約70km、ポーランドとの国境までは20km程である。

### 都市の構成
ゼーロウ市にはヴェルビヒ地区が属している。この地区はヴェルビヒ、アルト・ラングゾウ (Alt Langsow)、ノイラングゾウ (Neulangsow) の3集落から構成されている。また住居地区としてツェルニコウとゼーロウアー・ローゼ (Seelower Loose) がある。

## 歴史
1252年に「Villa Zelou」村として当時のマクデブルク司教、ヴィルブラント・フォン・ケーフェルンブルクの記録に初めて登場する。レブースの司教座教会としてであった。
1630年、1788年、1809年に街は大火災に見舞われた。
ゼーロウ高地では第二次世界大戦末期の1945年、ソ連赤軍とドイツ国防軍の激戦が行われた（ゼーロウ高地の戦い）。両軍とも多大な損害を被ったが、この戦いの結果、ソ連赤軍はベルリンに到達し、遂に当時の帝国首都を占領するに至った。ゼーロウは戦闘で大きな被害を受け、とりわけ1945年4月17日の空襲は甚大であった。加えてその後の略奪で街は炎に包まれた。
ゼーロウは1816年以降、プロイセン王国ブランデンブルク州のフランクフルト県レブース郡に属していた。郡庁は1863年からゼーロウに置かれた。1950年にレブース郡はゼーロウ郡に改名された。1952年から1993年までゼーロウはゼーロウ郡の郡庁所在都市としてフランクフルト（オーダー）県 に属していた。

### 編入合併
2003年10月26日にヴェルビヒがゼーロウに編入された。

### 人口動態
| 年   | 人口  |
| ---- | ----- |
| 1875 | 3 618 |
| 1890 | 3 334 |
| 1910 | 2 961 |
| 1925 | 3 066 |
| 1933 | 3 165 |
| 1939 | 3 082 |
| 1946 | 2 757 |
| 1950 | 3 253 |
| 1964 | 4 500 |
| 1971 | 4 740 |

| 年   | 人口  |
| ---- | ----- |
| 1981 | 5 441 |
| 1985 | 5 669 |
| 1989 | 5 583 |
| 1990 | 5 487 |
| 1991 | 5 473 |
| 1992 | 5 361 |
| 1993 | 5 240 |
| 1994 | 5 168 |
| 1995 | 5 167 |
| 1996 | 5 237 |

| 年   | 人口  |
| ---- | ----- |
| 1997 | 5 248 |
| 1998 | 5 380 |
| 1999 | 5 381 |
| 2000 | 5 412 |
| 2001 | 5 371 |
| 2002 | 5 316 |
| 2003 | 5 995 |
| 2004 | 5 896 |
| 2005 | 5 776 |
| 2006 | 5 736 |

| 年   | 人口  |
| ---- | ----- |
| 2007 | 5 688 |
| 2008 | 5 599 |
| 2009 | 5 575 |
| 2010 | 5 540 |
| 2011 | 5 445 |
| 2012 | 5 464 |
| 2013 | 5 465 |
| 2014 | 5 366 |

領域は統計時点のもので、2011年以降は2011年国勢調査に基づいている。
- 1875年からの人口動態（領域は今日のもの）
- 人口動態予測
- 年齢構成予測

詳細なデータ出典は、Wikimedia Commons。

## 宗教

### 福音教会
ゼーロウにはベルリン＝ブランデンブルク＝シュレージシェ・オーバーラウジッツ福音主義教会のオーダーブルッフ教会管区の教会地区長が置かれている。これは1998年7月1日にゼーロウとバート・フライエンヴァルデの教会管区が統合したものである。監督官としての職務は半分ほどで、残りの半分はゼーロウ牧師管区の職務に当たっている。教会管区はゼーロウ、フリーダースドルフ、ラングゾウの教区から成り、フリーダースドルフ、ゼーロウにはそれぞれ教区会が置かれ、説教所は4か所ある。予算は3教区合同である。

## 政治

### 市議会
ゼーロウの市議会は18名の市議会議員および常勤の市長で構成されている。
|      | SPD | DIE LINKE | CDU | FDP | Offensive D | FGWゼーロウ | WG 自由、労働、価値 | WG ふるさと＝文化＝スポーツ | 合計 |
| 2003 | 7   | 6         | 3   | 1   | 1           | -           | -                   | -                           | 18   |
| 2008 | 5   | 7         | 2   | 2   | 1           | 1           | -                   | -                           | 18   |
| 2014 | 5   | 6         | 2   | 0   | –           | 1           | 2                   | 2                           | 18   |

（2014年5月25日選挙結果）

### 紋章
紋章は2002年2月12日に承認された。
紋章記述：「青地に金色の爪竿が2本斜めに交差し、その上にはミトラ (司教冠)、前には銀色の昇る半月、後ろには鋸歯状で銀色の先広十字、下には金色の星」。

### 旗
ゼーロウの旗は、青・銀（または白）・青の横三色旗で、比率は1対3対1である。真中の帯には街の紋章が置かれる。

### 姉妹都市
- メーアス（ノルトライン＝ヴェストファーレン州）
- ナンジ（ドイツ語版）（フランス）
- コストシン・ナド・オドロン（ポーランド）
- ミエンジフト（ドイツ語版）（ポーランド）

## 文化・見所

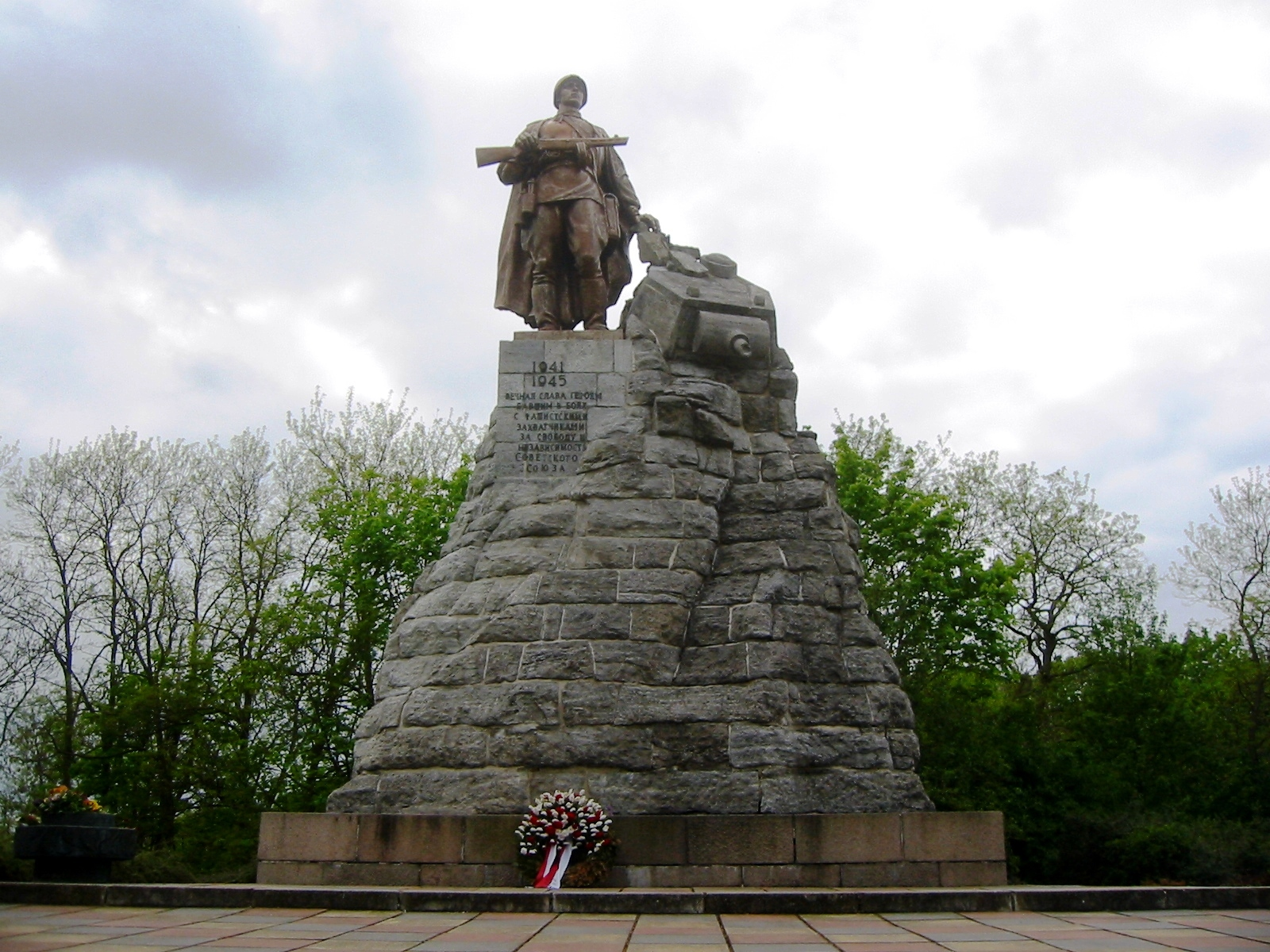
記念碑。作

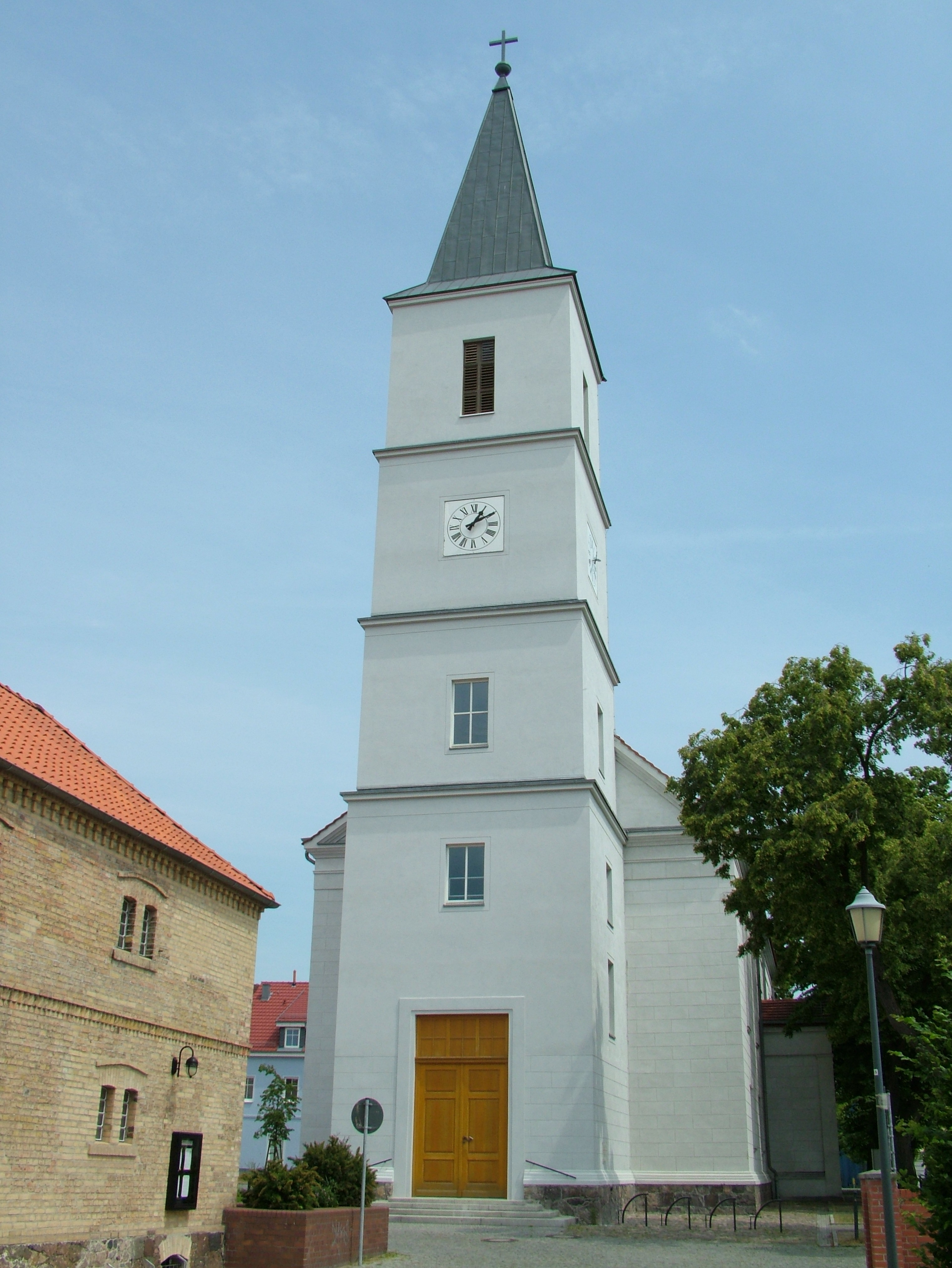
ゼーロウ教会

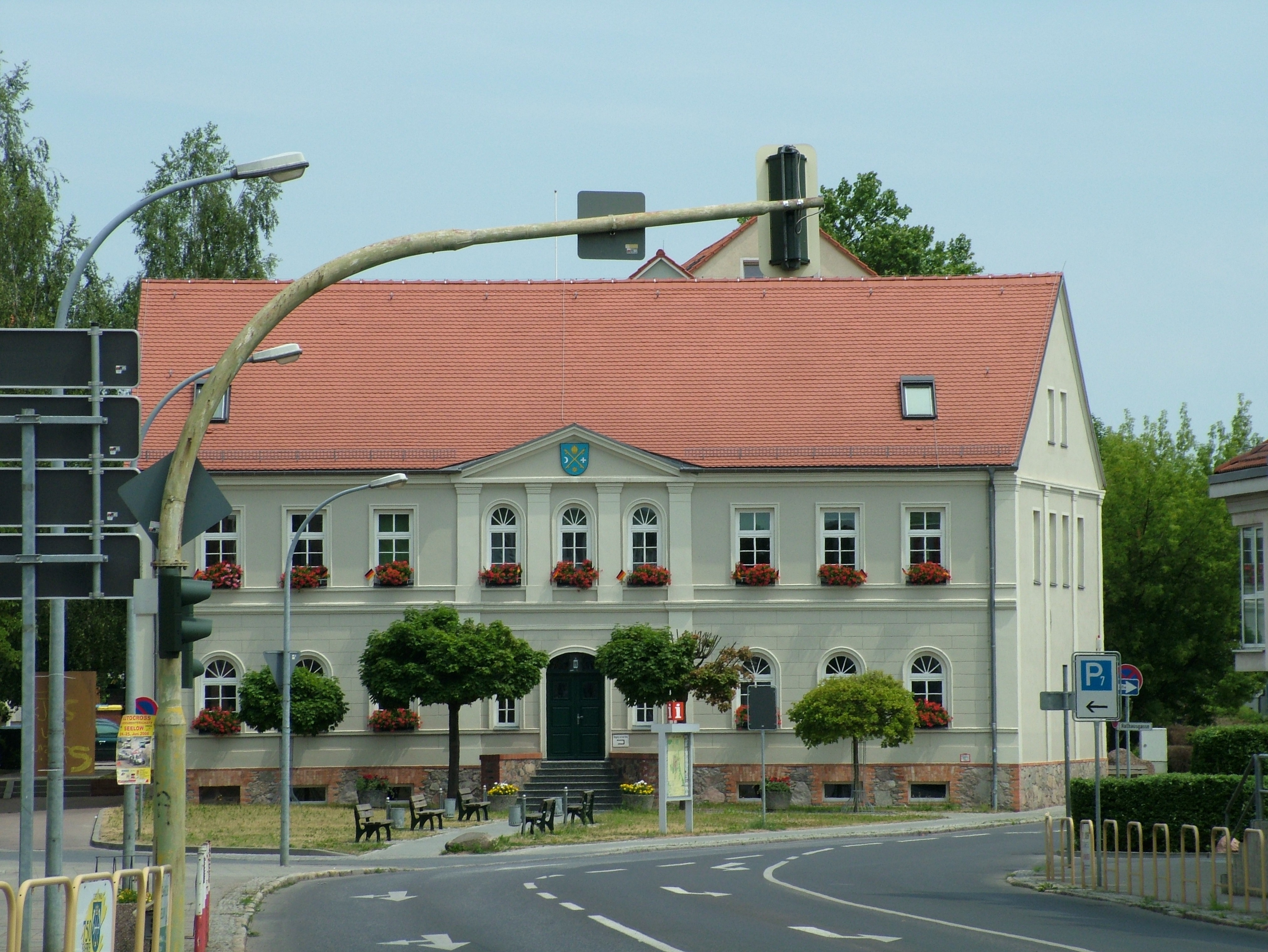
ゼーロウ市役所

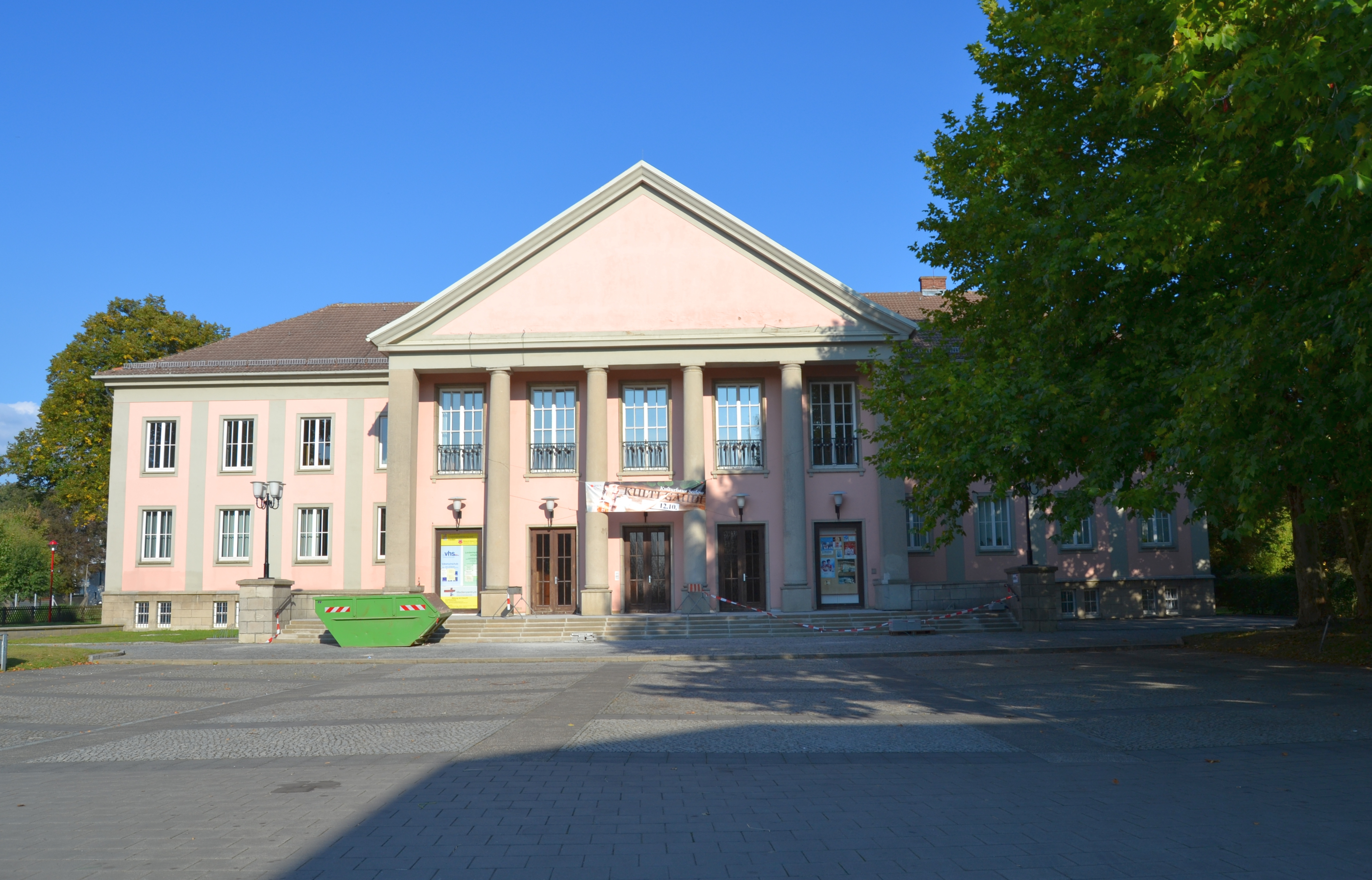
ゼーロウ文化の家 (Kulturhaus Seelow)

ゼーロウの建築記念物一覧には、ブランデンブルク州記念物一覧に登録の建築記念物が掲載されている。

### 博物館
ゼーロウ高地追悼施設：1945年のゼーロウ高地の戦いを追悼するもの。記念碑の彫刻はレフ・ケルベルによる。

### 歴史記念碑
- 平和の森 (Friedenswald)：1991年に市長ゲルノット・シュミット (Gernot Schmidt)、作家マルティン・シュターデ（ドイツ語版）、ジャーナリスト、エーベルハルト・グラースホフ（ドイツ語版）、行動主義派の芸術家ベン・ヴァルギン（ドイツ語版）を発起人として、第二次世界大戦と追放での死者を追悼するため、ヴェルビヒへ通じる道に近い「クルークベルク (Krugberg)」に植樹したものである[7]。彫刻家シンポジウムの成果の彫刻が13作品あり「欧州一家建設の象徴 (Zeichen für den Aufbau eines gemeinsamen Hauses Europa)」となっている。
- ファシズム犠牲者追悼碑：1968年に（1972年とする資料もある）ユーゲント通り (Straße der Jugend) にある小学校前の公園に設置。
- ナチスによる犠牲者を追悼するストルパーシュタイン（つまずきの石）が12個、2011年に敷設された[8]。

### 教会
古典主義様式のゼーロウ教会は一見の価値がある。建築家カール・フリードリヒ・シンケルの手になるもので1830年から1832年にかけて建設された。1997年から1998年かけ教会塔が再建され、往時の姿を取り戻した。

### スポーツ
ゼーロウの郊外にはレース場があり、FIAオートクロス・ヨーロッパ選手権のラウンドが毎年開催されている。主催者は地元モータースポーツクラブ、MCゼーロウである。
放送局近くのレーストラックに加え、ゼーロウにはサッカー場が2か所ある。1つはシュパールカッセンアレーナ（Sparkassenarena, 旧オーダーブルッフスタジアム・ゼーロウ）にある。これらの施設は地元スポーツクラブ、SVヴィクトリア・ゼーロウや学校スポーツが使用している。スタジアムに隣接しボウリング場がある。クラシックレーンが4本あり、ボウリングチームである1. KSC 1959 ゼーロウが使用している。

### 定例催事
ゼーロウには1年に3つの大催事がある。まず5月1日前夜の五月祭がある。従来のSVヴィクトリア・ゼーロウ「スポーツ大会祭り (Sport- und Spielfest)」を、創設20周年を機に2011年から装いを新たにしたものである。シュパールカッセン＝アレーナを会場に、4月30日の夜に伝統的な五月柱を立て、たいまつ行列、ファンファーレ行列が繰り出し、バンド演奏が続く。さらに消防署対抗の夜間競走優勝杯、地元サッカークラブの親善試合が行われる。
以 前のスポーツ大会祭りは、SVヴィクトリア・ゼーロウや地元の様々な団体の支援で開催された。また長年、福引会も同時に行われ、景品は一等が乗用車と高価 なものであった。当時は午前中から始まり、数々の競技に人々が集うというスポーツを前面にした祭典であったが、現在その面影は残っていない。
9月の第一週末にはゼーロウ都市祭りが開催される。舞台の出し物や数々のビール露店、ゴーカートなどに多くの人々が集う。
第三アドヴェント（待降節）週末の昔ながらのクリスマス市では、展示会、教会のクリスマス催事の他にも、できるだけ大きく作ったクリスマス特有の焼き菓子（シュトレンやドミノシュタイン）を切り分ける出し物がある。

### 名物
1990年の東西ドイツ統一後もチーズ工場が残ったのは、ブランデンブルク州ではゼーロウだけであった。ブルーチーズ「ブルーマスター (Blue Master)」は1974年以来、他のチーズとともに製造されてきた。会社が倒産すると、2000年にファルケンハインの山羊チーズ工場、ツィンマーマン社が事業を買収した。しかし生産工程はザクセン州に移転し、ゼーロウでは熟成、包装工程だけになった。2004年初頭に「ブルーマスター」が小売チェーン数社で取扱商品から外されると、ゼーロウ工場は完全に閉鎖された。現在「ブルーマスター」はファルケンハインで生産されている。

## 経済と社会資本

### 交通
ゼーロウ駅はエーバースヴァルデ-フランクフルト (オーダー) 線の駅である。ゼーロウ＝グーゾウ駅は隣接のグーゾウ＝プラトコウにあり、路線は東部線（ベルリン－キュストリーン）である。
ゼーロウでは連邦道路1号線と167号線が交差している。

### 公共施設
- ゼーロウにはアムト・ゼーロウ＝ラント（ドイツ語版）の行政庁舎、またメルキッシュ＝オーダーラント郡の郡庁が置かれている。
- ゼーロウ市立図書館「ウルリヒ・プレンツドルフ」

### 教育
- 小学校：ゼーロウ小学校
- 上級学校（ドイツ語版）：ゼーロウ「ベルトルト・ブレヒト」上級学校
- ギムナジウム：ゼーロウ高地ギムナジウム (Gymnasium auf den Seelower Höhen)
- 特別支援学校（ドイツ語版）：クローバー学校 (Kleeblatt-Schule)
- 上級教育センター（ドイツ語版）：メルキッシュ＝オーダーラント郡立上級教育センター
- 市民大学：ゼーロウ市民大学

## 人物

### 名誉市民
- ヴェルナー・シュテッツァー（ドイツ語版） （1931年－2010年）、彫刻家、図案家
- ヴェルナー・オットー（ドイツ語版） （1909年–2011年）、大手通信販売企業オットー＝フェアザント（ドイツ語版）の創立者

### 出身者
- ヨハン・ザムエル・パツケ（ドイツ語版）（1727年–1787年）、牧師、作家
- アルベルト・チャウチュ（ドイツ語版）（1843年–1922年）、風俗画家
- ヴェルナー・オットー（ドイツ語版）（1909年–2011年）
- ハリー・ニッパート（ドイツ語版）（1933年－）、サッカー選手、コーチ
- ユッタ・リースケ（ドイツ語版）（1961年－）、SPD（ブランデンブルク）の政治家

### ゆかりの人物
- フーゴー・ジーモン（ドイツ語版）（1880–1950年）ドイツの銀行家、政治家
- マヌエラ・シュヴェージヒ（1974年－）、連邦家庭・高齢者・女性・青少年大臣（ドイツ語版）、SPD副連邦委員長